# Sylvain Lieberman
Sylvain Lieberman (? - 1988) entre os anos de 1970 e 1980 liderou uma equipe de pesquisadores para mapear a estrutura atômica do elemento frâncio, descoberto por Marguerite Perey em 1939. Após 10 anos de pesquisas obtiveram um mapa dos níveis de energia e da estrutura de alguns dos isótopos deste elemento.